# فلایموجو

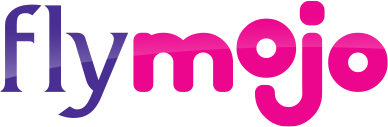
فلایموجو

فلایموجو (به انگلیسی: Flymojo) یک شرکت هواپیمایی است که در تاریخ ۲۰۱۵ میلادی تأسیس شده و در تاریخ ۱ اکتبر ۲۰۱۵ فعالیتش را آغاز کرده‌است.
دفتر مرکزی فلایموجو در کوالا لامپور، مالزی واقع شده‌است.